# Extreme punten van Europa
Dit artikel bevat de lijst van de extreme punten van Europa: de geografische punten die hoger of verder naar het noorden, zuiden, oosten of westen liggen dan enige andere locatie in Europa. Sommige van deze locaties staan open voor discussie, omdat de definitie van Europa divers is.

## Uitersten van het Europese continent, inclusief eilanden

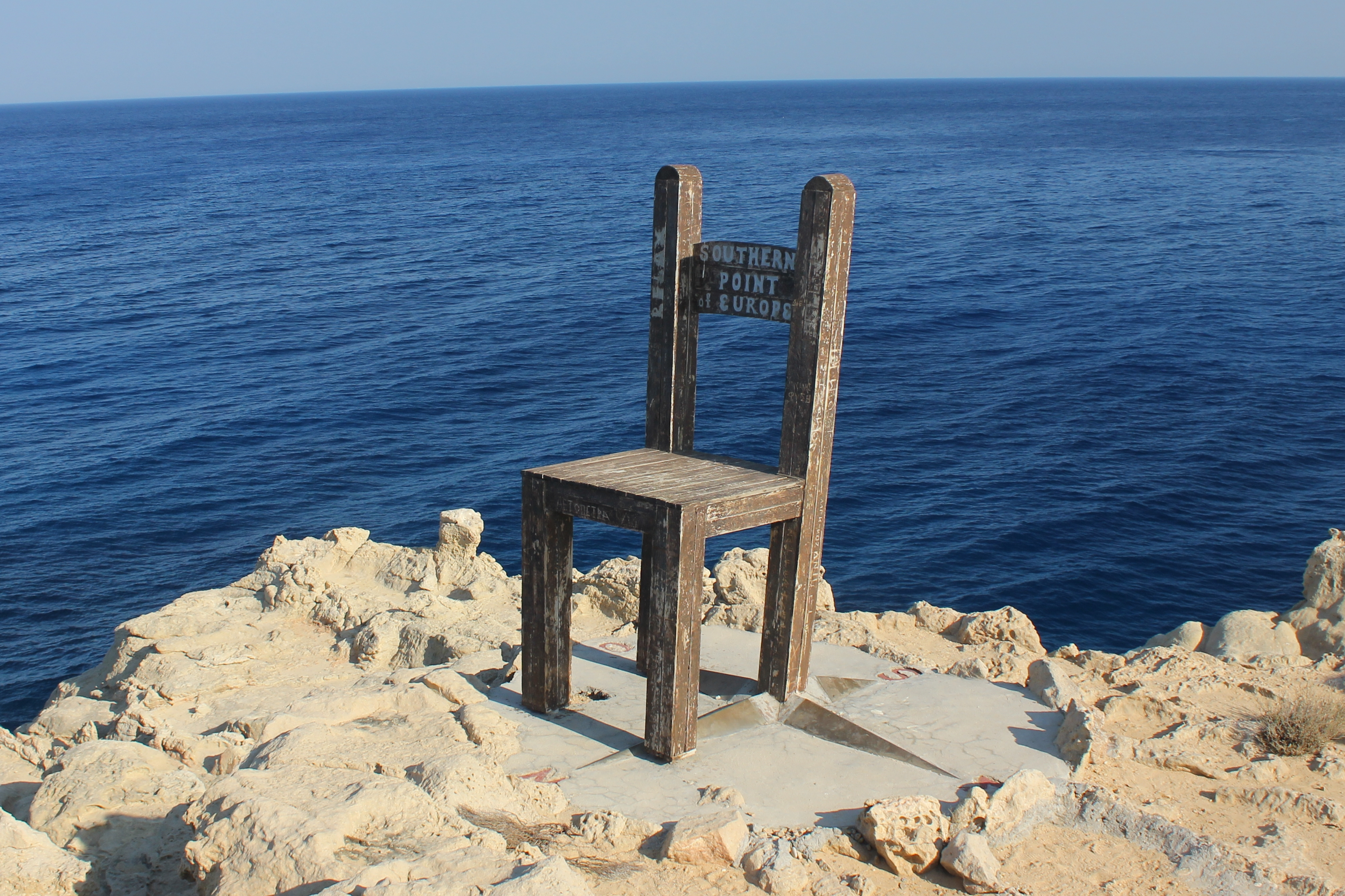
Zuidelijkste punt van het eiland Gavdos, Griekenland

Het noordelijkste puntKaap Fligely, Rudolfeisland, Frans Jozefland, Rusland (81° 48' 24" N). Franz Jozefland ligt dicht bij de slecht gedefinieerde grens tussen Europa en Azië, als de kaap niet als deel van Europa wordt beschouwd, dan is het noordelijkste punt gelegen op het eiland Rossøya, Spitsbergen, Noorwegen (81° N)
Het zuidelijkste puntKaap Trypiti, Gavdos, Griekenland (34° 48' 02" N) is het minst twijfelachtige als het zuidelijkste punt van Europa.
Er zijn andere kanshebbers, afhankelijk van de definitie van Europa.
- Het eiland Cyprus heeft culturele banden met Europa en maakt ook deel uit van de Europese Unie. Het zuidelijkste punt van Cyprus is de Britse basis in Akrotiri (34° 35' N).
- De eilandengroep Madeira (Portugal) vormt de grens tussen Europa en Afrika; het zuidelijkste punt van Madeira wordt gevormd door de Ilhas Selvagens (30° 8' 43" N).
- La Restinga op het eiland Ferro (27° 45' N) op de Canarische Eilanden (Spanje) ligt nog verder naar het zuiden en kan politiek, maar niet fysisch geografisch, worden beschouwd als een deel van Europa.

Het westelijkste puntMonchique-eilandje, Azoren, Portugal (31° 16' 30" W) (als het eilandje als deel van Europa kan worden beschouwd, omdat het op de Noord-Amerikaanse plaat ligt). Zo niet, dan is de vulkaan Capelinhos, het eiland Faial van de Azoren, Portugal (28° 50' 00" W), het westelijkste punt van de Euraziatische Plaat boven zeeniveau.
Het oostelijkste puntKaap Flissingski (69° 02' O), Severnyeiland, Nova Zembla, Rusland.

## Vasteland van Europa
Het noordelijkste puntKinnarodden, Noorwegen (71° 08' 00.5" N, 27° 39' 25.3" O)
Het zuidelijkste puntPunta de Tarifa, Spanje (36° 00' 01" N, 5° 36' 37.6" W)
Het westelijkste puntCabo da Roca, Portugal (38° 46' 51" N, 9° 29' 56.8" W).
Het oostelijkste puntHet oostelijkste punt is afhankelijk van de verschillende definities van de oostgrens van Europa. Op basis van de gebruikelijkste definitie van de oostelijke grens van Europa, de waterscheiding in het Oeralgebergte, ligt het oostelijkste punt van het stroomgebied van de Oeral (en dus het vasteland van Europa) op een piek van 545 meter op 68° 18′ 37″ NB, 66° 37′ 5″ OL zoals getoond op diverse gedetailleerde kaarten, zoals de Sovjet Generale Staf kaarten en zoals getoond op Google Earth/Maps. Deze piek ligt 17 km ten noordoosten van een 875 meter hoge top genaamd Gora Anoraga en 60 km ten zuidwesten van Ostrov Lediyev (eiland) op Arctische wateren ten zuiden van de Kara Zee.

## Hoog en laag
Het hoogste puntHet hoogste punt is afhankelijk van de definitie van Europa:
- De waterscheiding van de Grote Kaukasus is de meest voorkomende definitie voor de Europese-Aziatische grens. Hierdoor ligt het hoogste punt op de berg Elbroes, Rusland (5.642 meter), dat is 11 km aan de Europese kant van de waterscheiding van de Kaukasus.
- Als de bergen van de Kaukasus niet worden meegerekend, is het hoogste punt de Mont Blanc in de Alpen, op de grens tussen Frankrijk en Italië (4.810 meter).

Het laagste punt (natuurlijk, in de open lucht)Kaspische Zee, Rusland (28 meter onder zeeniveau).
Het laagste punt (natuurlijk, onder water)Diepte van Calypso, Ionische Zee, Griekenland (5.267 meter onder zeeniveau).
Het laagste natuurlijke ondergrondse punt is afhankelijk van de definitie van Europa
- De Kroeberagrot in Abchazië, Georgië heeft een diepste punt van ruim 2.200 meter onder de oppervlakte. Dat maakt het ook de diepste grot ter wereld. De ingang ligt op ruim 2.250 meter boven zeeniveau in het Gagragebergte.
- De Lamprechtshöhle, Oostenrijk, is met 1.632 meter onder de oppervlakte alternatief het laagste natuurlijke punt van Europa.

Het laagste punt (kunstmatig, in de open lucht)Het laagste door mensen gemaakte punt in de open lucht is de bruinkoolmijn van Hambach (dagbouwmijn), Duitsland (293 meter onder zeeniveau). Deze mijn is ook het diepste kunstmatige punt van de wereld.
Het laagste punt (kunstmatig, ondergronds)Het laagste door mensen gemaakte ondergrondse punt is het superdiepe boorgat van Kola, Rusland (12.262 meter onder het oppervlak). Dit boorgat is ook het diepste kunstmatige punt van de wereld.

### Hoogst haalbaar met een vervoersmiddel
- Kabelbaan (en lift) - Klein Matterhorn, Zwitserland (3.883 meter)
- Kabelspoorweg - Mittelallalin, Zwitserland (3.456 meter)
- Trein (eindspoor) - Jungfraujoch, Zwitserland (3.454 meter)
- Trein (bergpas) - Berninapas, Zwitserland (2.253 meter)[2]
- Beperkte toegang verharde weg (doodlopend) - Pico Veleta (Sierra Nevada), Spanje (3.300 meter)
- Verharde weg (doodlopend) - Ötztaler gletsjerweg, Oostenrijk (2.830 meter)
- Verharde weg (bergpas) - Col de l'Iseran, Frankrijk (2.770 meter)

### Laagst haalbaar met een vervoersmiddel
- Laagst gelegen openbare tunnel - Eiksundtunnel, Noorwegen (287 meter onder zeeniveau)